# Сатосі Накамото
Сато́сі Накамо́то або Сато́ші Накамо́то (англ. Satoshi Nakamoto) — псевдонім людини або групи людей, які розробили протокол криптовалюти Біткойн і створили першу версію програмного забезпечення, у якому цей протокол був реалізований. Було зроблено кілька спроб розкрити реальну особу або групу, що стоїть за цим ім'ям, але жодна з них не привела до успіху.
31 жовтня 2008 року Накамото опублікував статтю «Bitcoin: A Peer-to-Peer Electronic Cash System» в списку розсилки з криптографії (The Cryptography Mailing list на metzdowd.com), у якій описав Біткойн — повністю децентралізовану систему електронної готівки, що не вимагає довіри третім сторонам. На початку 2009 року він випустив першу версію біткойн-клієнта і запустив мережу Біткойн.
Сатоші виходив в інтернет, використовуючи мережу Tor та інші засоби, що забезпечують анонімність.
У своєму профілі на сайті P2P Foundation Сатоші вказав, що йому 37 років і що він живе в Японії. Існує думка, що ці дані не відповідають дійсності: Сатоші пише англійською як рідною, а ПЗ Bitcoin не локалізовано для японської мови і не документовано японською.
З середини 2010 року Сатоші Накамото не бере участь в роботі над проєктом Біткойн.
Останній лист, адресований Гевіну Андресену, був відправлений 26 квітня 2011 року. Паролі від сайту bitcoin.org він передав Малмі ще в 2009 році. Перед зникненням він видалив свій емейл зі сторінки контактів сайту і додав туди Андресена, Малмі, Laszlo та Нільса «tcatm» Шнайдера.

## Спроби деанонімізації
Досить значне число людей підозрювалися в тому, що вони є Сатоші Накамото.

### Доріан Накамото
6 березня 2014 в журналі Newsweek була опублікована стаття, в якій стверджувалося, що американець японського походження Доріан Сатоші Накамото є автором біткойна. Згодом Доріан спростував дану інформацію.

### Крейг Стівен Райт
9 грудня 2015 року поліція Сіднея проводила обшук у підприємця Крейга Стівена Райта. Деякі журналісти стверджували, що він Сатоші Накамото. 2 травня 2016 року він оголосив, що нібито дійсно є автором Біткойна. За словами журналістів, Райт нібито надав цифрові підписи, створені з використанням криптографічних ключів, які належать до першої операції з біткойнами. Гевін Андресен, якого Райт умовив приїхати на особисту зустріч у Лондон також стверджував, що Райт надав йому докази і їх фальсифікація була малоймовірною. Однак «доказ», який Райт надав публічно, виявився фальшивим, оскільки те, що він описав у своєму блозі, може повторити будь-яка людина, використавши загальнодоступні дані з блокчейна біткойна (див. Атака повторного відтворення). Якісь нові, але переконливі докази, такі як переміщення ранніх цифрових монет Райт надавати відмовився і видалив всі записи зі свого блогу.
У 2021 році Crypto Open Patent Alliance (COPA) подала позов проти австралійського бізнесмена з метою завадити йому позиватися до розробників та інших членів криптоспільноти, а також заявляти права на інтелектуальну власність технології біткойну. У березні британський суддя Джеймс Меллор ухвалив, що Райт не є творцем першої криптовалюти чи автором «white paper». 17 липня 2024 на персональному сайті Крейга Райта опублікували юридичне повідомлення про те, що він не є Сатоші Накамото.

### Ілон Маск
26 листопада 2017 деякі ЗМІ поширили інформацію щодо того, що творцем криптовалюти біткойн, який ховається під псевдонімом Сатоші Нікамото, може бути підприємець Ілон Маск. Про це повідомив студент інформатики Єльського університету, екс-стажист SpaceX Сахіл Гупта. За його словами, для створення біткойна була використана мова С++, якою володіє Маск і яка широко використовувалася в SpaceX. Також Гупта помітив прагнення Маска вирішувати глобальні проблеми: біткойни з'явився в 2008 році, коли світ переживав фінансову кризу, а довіра до банків знизилася до мінімуму. Ще одним можливим припущенням є те, що Маск винайшов біткойн для подальшого використання на Марсі. На противагу цим висловлюванням, у агентстві Cryptocoins News нагадали, що 2008 рік для Маска був провальним, тому в нього навряд чи знайшлися б час і сили на створення криптовалюти. 28 листопада Ілон Маск спростував дану інформацію.

### Дейв Клейман
На початку листопада 2018 року один із розробників коду Bitcoin Джефф Гарзик (англ. Jeff Garzik) в інтерв'ю Bloomberg заявив, що Сатоші Накамото — це експерт з комп'ютерної безпеки Дейв Клейман (англ. Dave Kleiman) із Флориди. Клейман помер 2013 року, а до цього, після дорожньої аварії 1995 року, пересувався в інвалідному візку.
На користь версії Гарзика говорить особливий стиль коду Клеймана, який був програмістом-самоучкою, та той факт, що в лютому 2018 року брат Клеймана, Айра (англ. Ira Kleiman), подав судовий позов проти Крейга Райта з Австралії, який оголосив себе «Сатоші Накамото». Позивач представив суду листування брата з австралійцем, яка начебто підтверджує створення біткойна саме Дейвом Клейманом.

### Вінсент ван Волкмер
З 2018 року Інтернет стверджує, що художник Вінсент ван Волкмер — Сатоші Накамото. Сам він заперечує це твердження.

### Агентство національної безпеки США
У 1996 році на сервері Массачусетського технологічного інституту була опублікована праця авторства відділу криптології АНБ (National Security Agency Office of Information Security Research and Technology — Cryptology Division) «How To Make A Mint: The Cryptography of Anonymous Electronic Cash» в якій викладені принципи функціонування криптографічної анонімної електронної валюти.
У 2002 році — АНБ США були створені криптографічні алгоритми на яких працює біткойн SHA-256 і опубліковані Національним інститутом стандартів і технологій в федеральному стандарті обробки інформації FIPS PUB 180-2.

### Тацуакі Окамото
Тацуакі Окамото — японський криптограф, автор декількох праць з криптографії: «Універсальна електронна готівка» (1991), «Одночасні нероздільні електронні монети» (1994), «Ефективна схема ділених електронних грошових коштів» (1995) У 1998 році разом з іншим японським криптографом Шинегорі Утіямою створили криптосистему Окамото — Утіями.

### Гел Фінні
Програміст з Каліфорнії Гел Фінні був одним з перших користувачів Біткойна і саме він отримав першу транзакцію в кількості 10 біткойнів від Сатоші Накамото.
У серпні 2021 року старший аналітик Bloomberg Ерік Балчунас запропонував гіпотезу, що реальним творцем біткойну є Гел Фінні. Впевненість в цьому з'явилася у Балчунаса після перегляду повідомлення на форумі, яке Фінні залишив в 1993 році. У своєму пості Фінні описував ідею криптовалютних торгових карт, принцип яких схожий з технологією невзаємозамінних токенів (NFT).